# Sōsaku-hanga

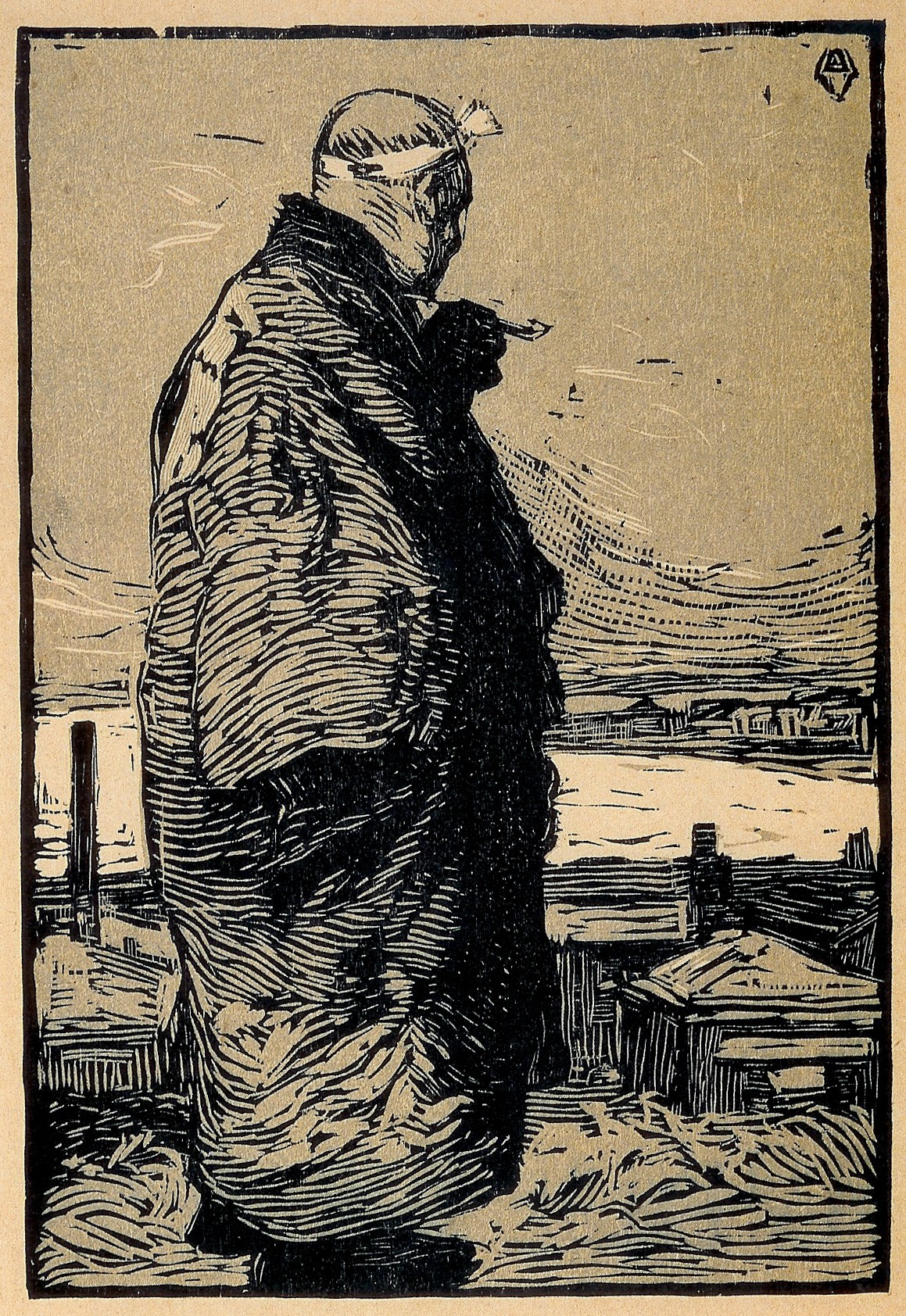
Pescador, por Kanae Yamamoto (1904).

Sōsaku-hanga (創作版画, lit. "impressos criativos") foi um movimento artístico japonês do começo do século XX durante os períodos Taishō e Shōwa. Como uma espécie de renascimento das xilogravuras ukiyo-e, o movimento advogava pelos princípios da individualidade de produção, seja na concepção (自画, jiga), talhamento (自刻, jikoku) ou impressão (自刷, jizuri). Apresentava-se como oposição ao shin-hanga, que mantinha o tradicional sistema colaborativo (hanmoto) do ukiyo-e, no qual a produção era dividia pelo trabalho de quatro indivíduos.